# The L Word: Generation Q
The L Word
The L Word: Generation Q est une série télévisée américaine en 28 épisodes d'environ 55 minutes développée par Marja-Lewis Ryan d'après la série originale créée par Ilene Chaiken, Kathy Greenberg et Michele Abbott, et diffusée entre le 8 décembre 2019 et le 22 janvier 2023 sur Showtime. Il s'agit de la suite de la série The L Word, diffusée de 2004 à 2009.
En France, la série est diffusée sur Canal+ Séries depuis le 9 décembre 2019 en version originale sous-titrée et à partir du 9 février 2020 en version française.
En mars 2023, il est annoncé qu'il n'y aura finalement pas de quatrième saison mais un reboot, intitulé The L Word: New York, est en préparation.

## Synopsis
Dix ans après les événements de The L Word, la Generation Q suit un groupe d'amis dont la majorité est lesbienne. La série quitte son cadre original de West Hollywood pour s'installer à Silver Lake, à Los Angeles en Californie.

## Distribution

### Actrices principales
- Jennifer Beals (VF : Danièle Douet) : Bette Porter
- Katherine Moennig (VF : Daria Levannier) : Shane McCutcheon
- Leisha Hailey (VF : Nathalie Bleynie) : Alice Pieszecki
- Arienne Mandi (VF : Pascale Mompez) : Dani Núñez
- Sepideh Moafi (VF : Sophie Riffont) : Gigi
- Leo Sheng (VF : Thierry d'Armor) : Micah Lee
- Jacqueline Toboni (VF : Jessica Monceau) : Sarah Finley
- Rosanny Zayas (VF : Fily Keita) : Sophie Suarez
- Jordan Hull (VF : Joséphine Ropion) : Angelica « Angie » Porter-Kennard (saisons 2 et 3, récurrente saison 1)
- Jamie Clayton (VF : Déborah Perret) : Tess Van De Berg (saison 3, récurrente saisons 1 et 2)

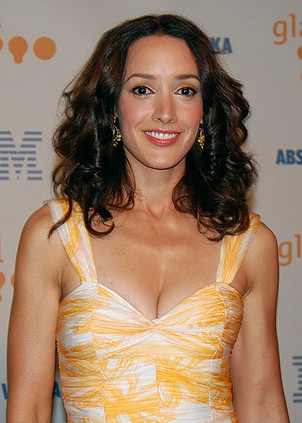
Jennifer Beals
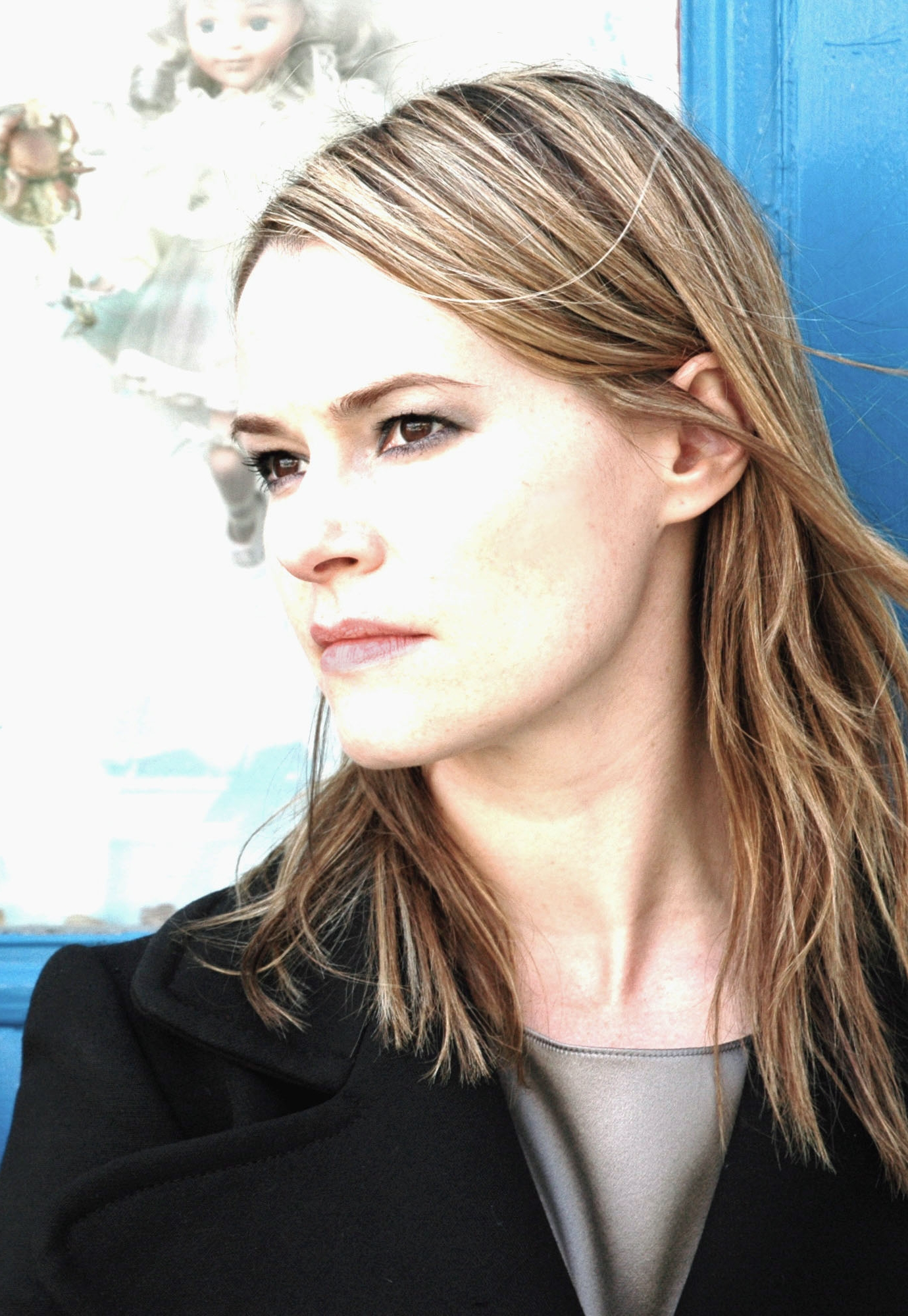
Leisha Hailey
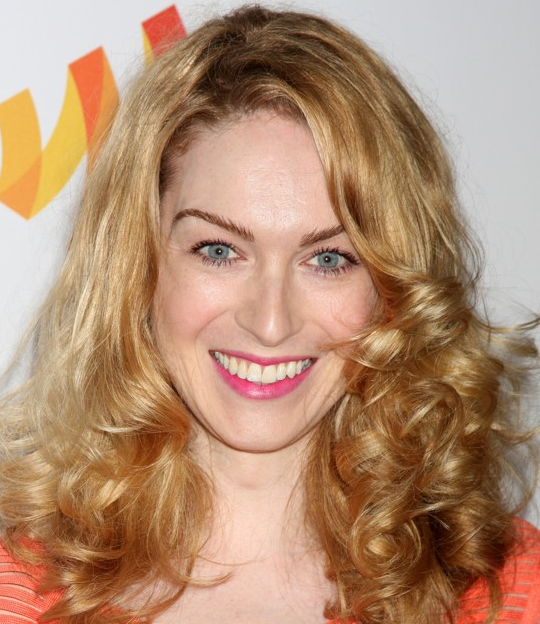
Jamie Clayton

### Acteurs récurrents
- Freddy Miyares (VF : Eilias Changuel) : José Garcia (9 épisodes)
- Carlos Leal (VF : Henri Carballido) : Rodolfo Nùñez (13 épisodes)
- Stephanie Allynne (VF : Agnès Manoury) : Nat (12 épisodes)
- Jillian Mercado (VF : Charlotte Daniel) : Maribel Suarez (12 épisodes)
- Sophie Giannamore (VF : Valérie Bescht) : Jordi (11 épisodes)
- Donald Faison : Tom Maultsby (saison 2, 7 épisodes)

Anciens acteurs récurrents

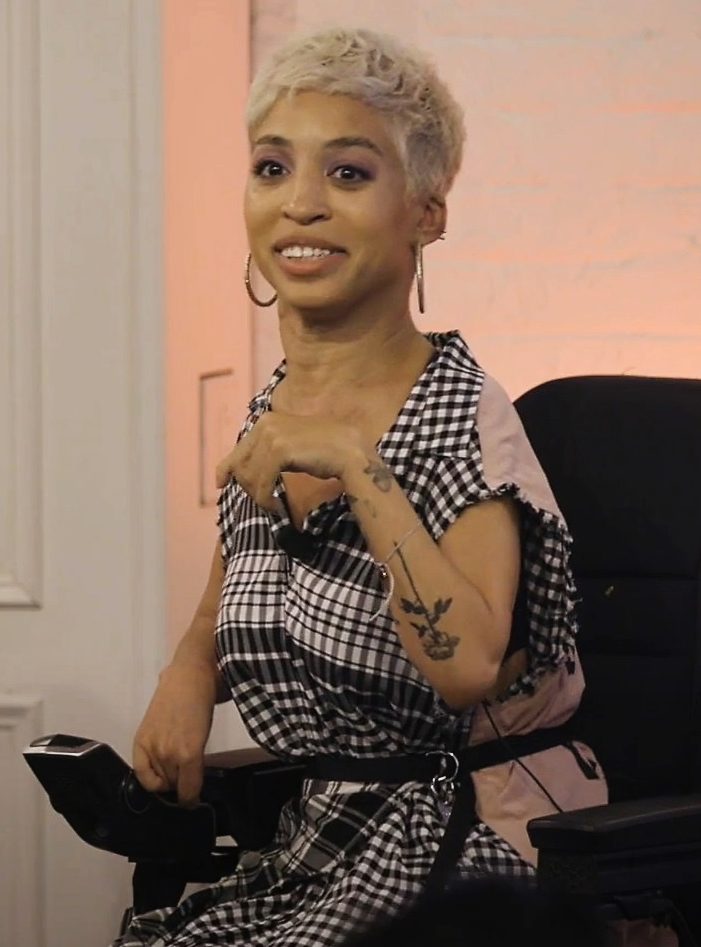
Jillian Mercado
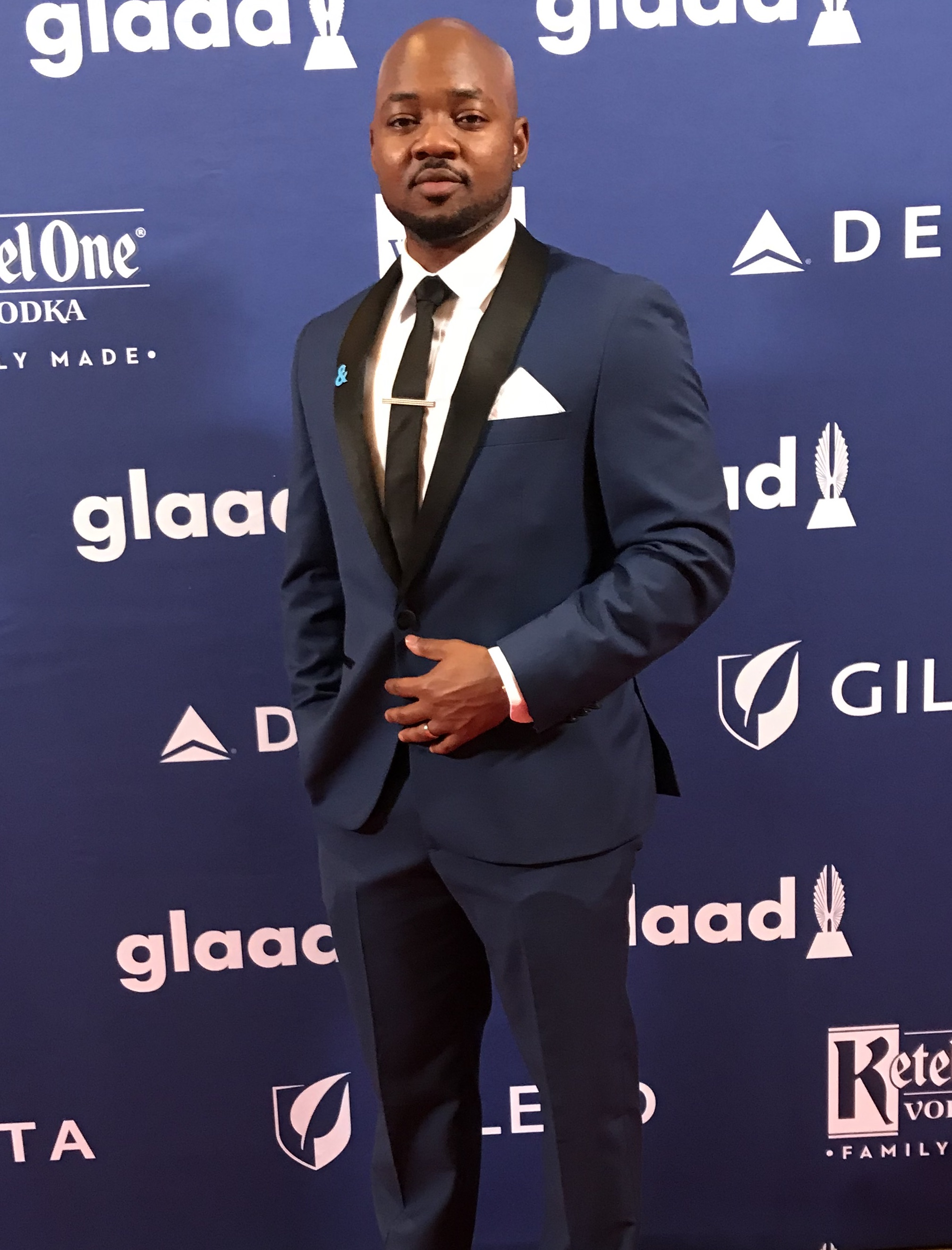
Brian Michael Smith
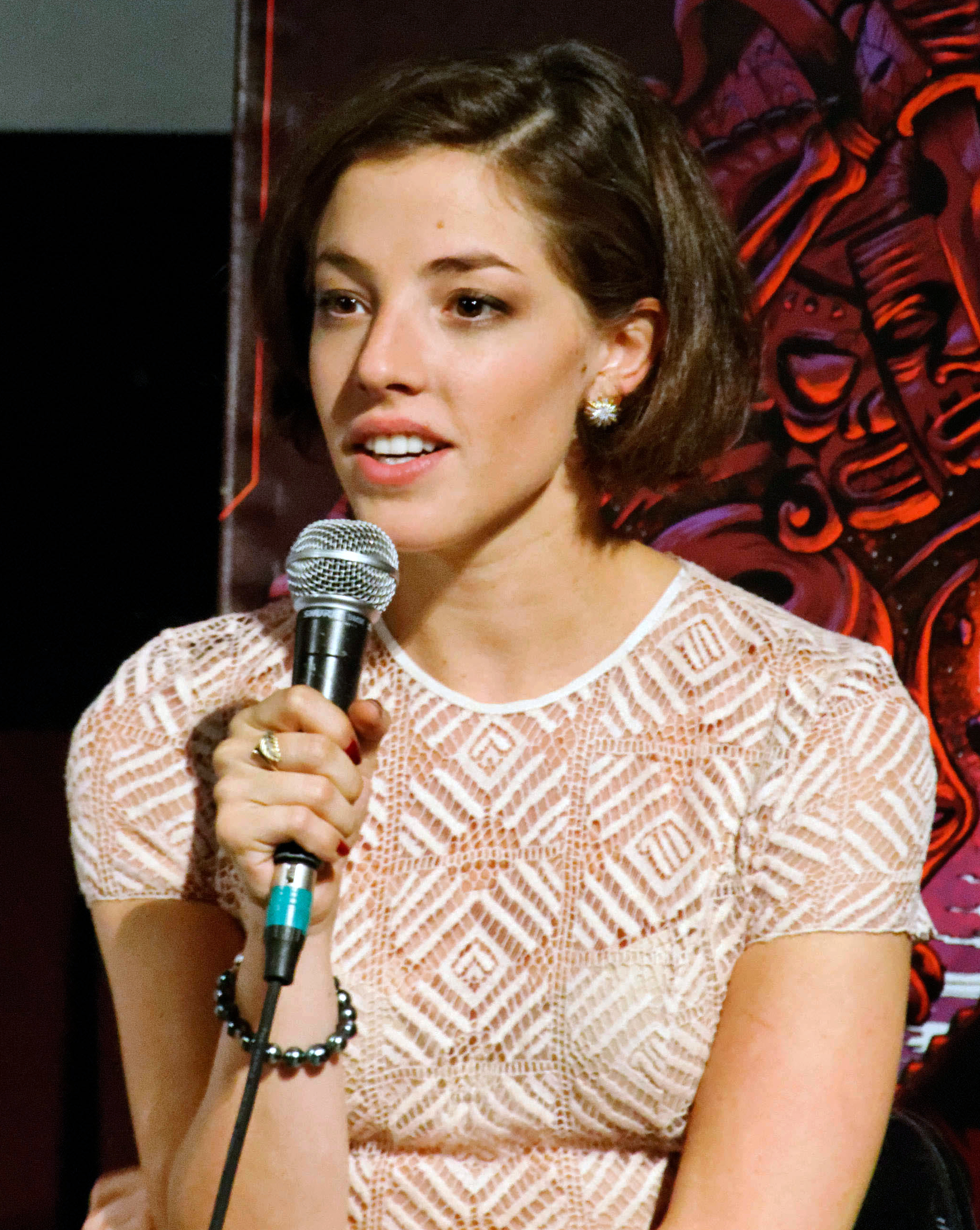
Olivia Thirlby
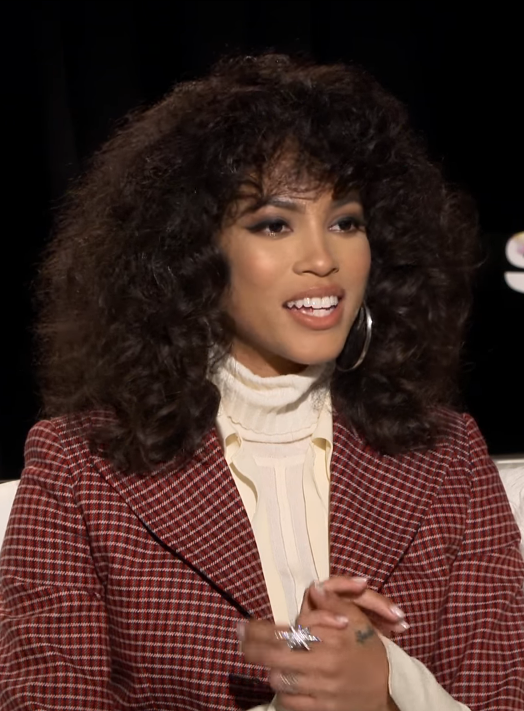
Lex Scott Davis
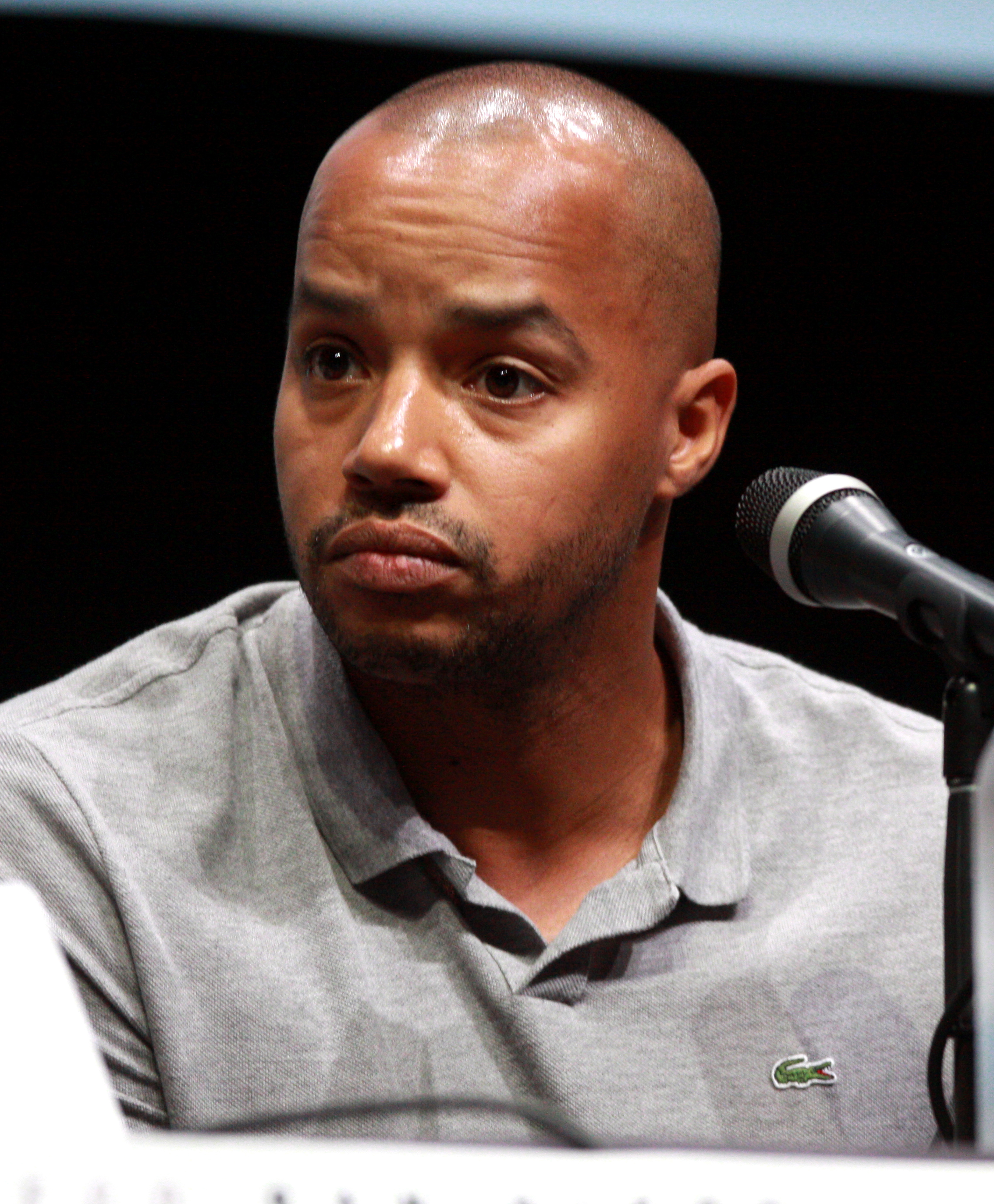
Donald Faison

### Invités
- Fortune Feimster (VF : Juliette Poissonnier) : Heather (saison 1, 3 épisodes)
- Jeffrey Muller (VF : Cédric Ingar) : Tyler Adams (saison 1, 3 épisodes)
- Mercedes Masohn (VF : Olivia Nicosia) : Lena (saison 1, 3 épisodes)
- Rex Linn : Jeff Milner (saison 1, 2 épisodes)
- Rosie O'Donnell : Carrie ( Brigitte Virtudes )(invitée saison 2)
- Griffin Dunne : Isaac (saison 2, 2 épisodes)
- Brook'Lynn Sanders : Kayla Allenwood (saison 2, 4 épisodes)
- Vanessa A. Williams : Pippa Pascal (saison 2, 6 épisodes)
- Anne Archer : Lenore Pieszecki (saison 2, 1 épisode)
- Rosanna Arquette : Cherie Jaffe (saison 2, 1 épisode)
- Mark Berry : Marcus Allenwood (saison 2, 1 épisode)
- Joey Lauren Adams : Taylor (saison 3)
- Joanna Cassidy : Patty (saison 3)
- Daniel Sea (VF : Aurélie Nollet) : Max (saison 3, 1 épisode)

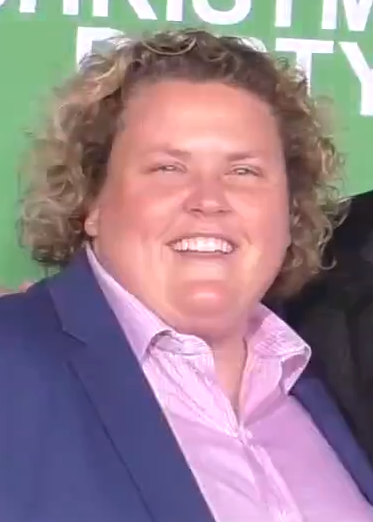
Fortune Feimster
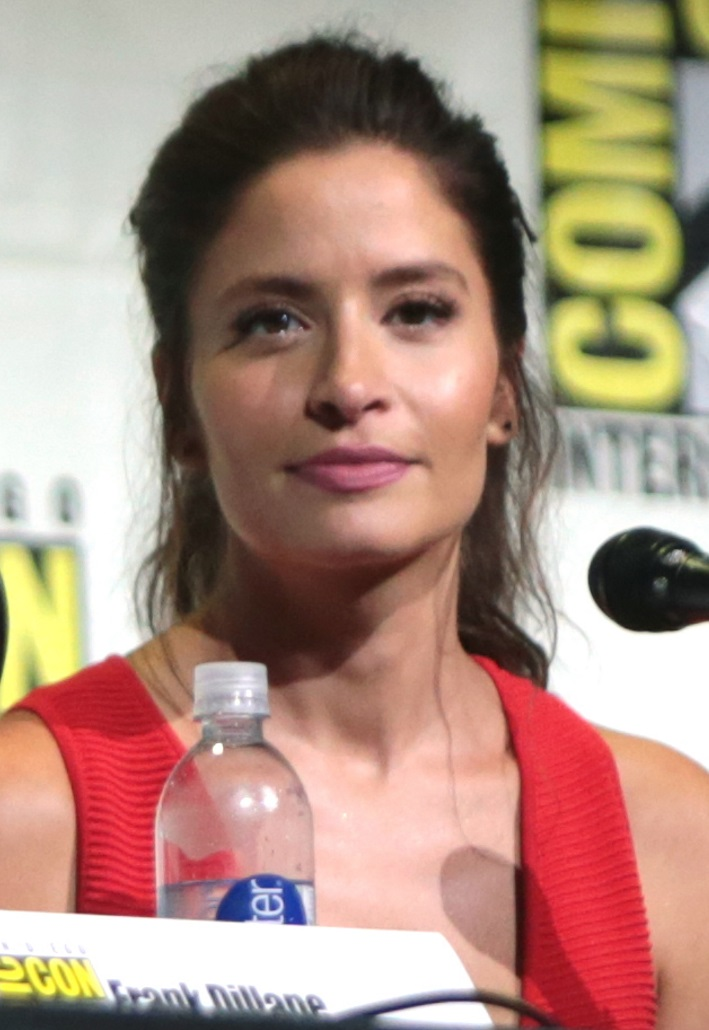
Mercedes Masohn
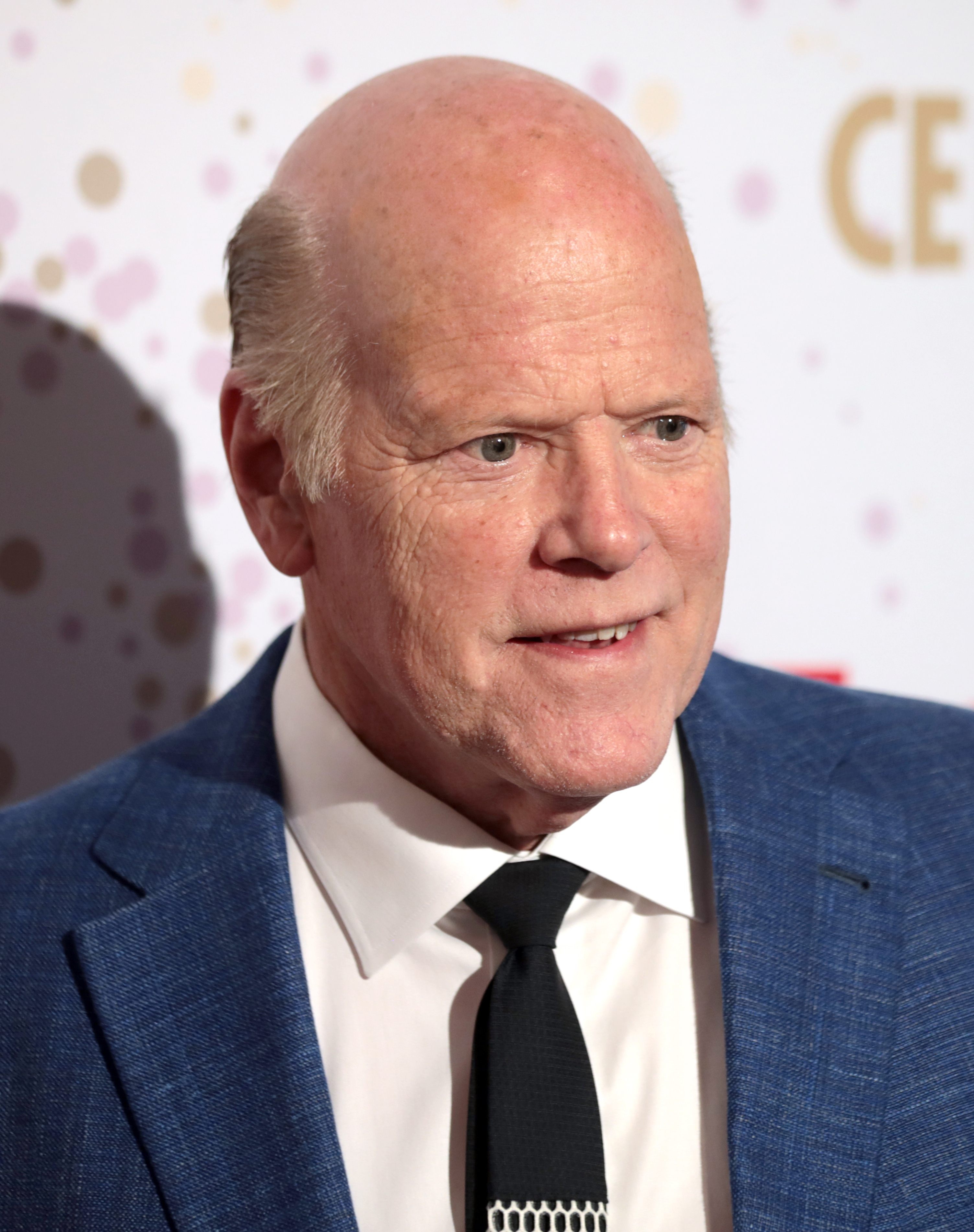
Rex Linn
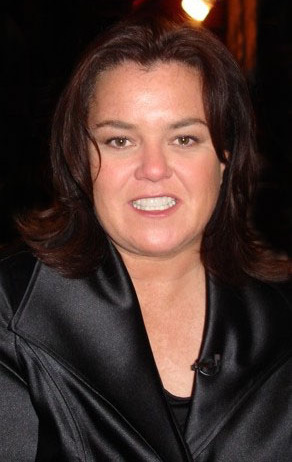
Rosie O'Donnell
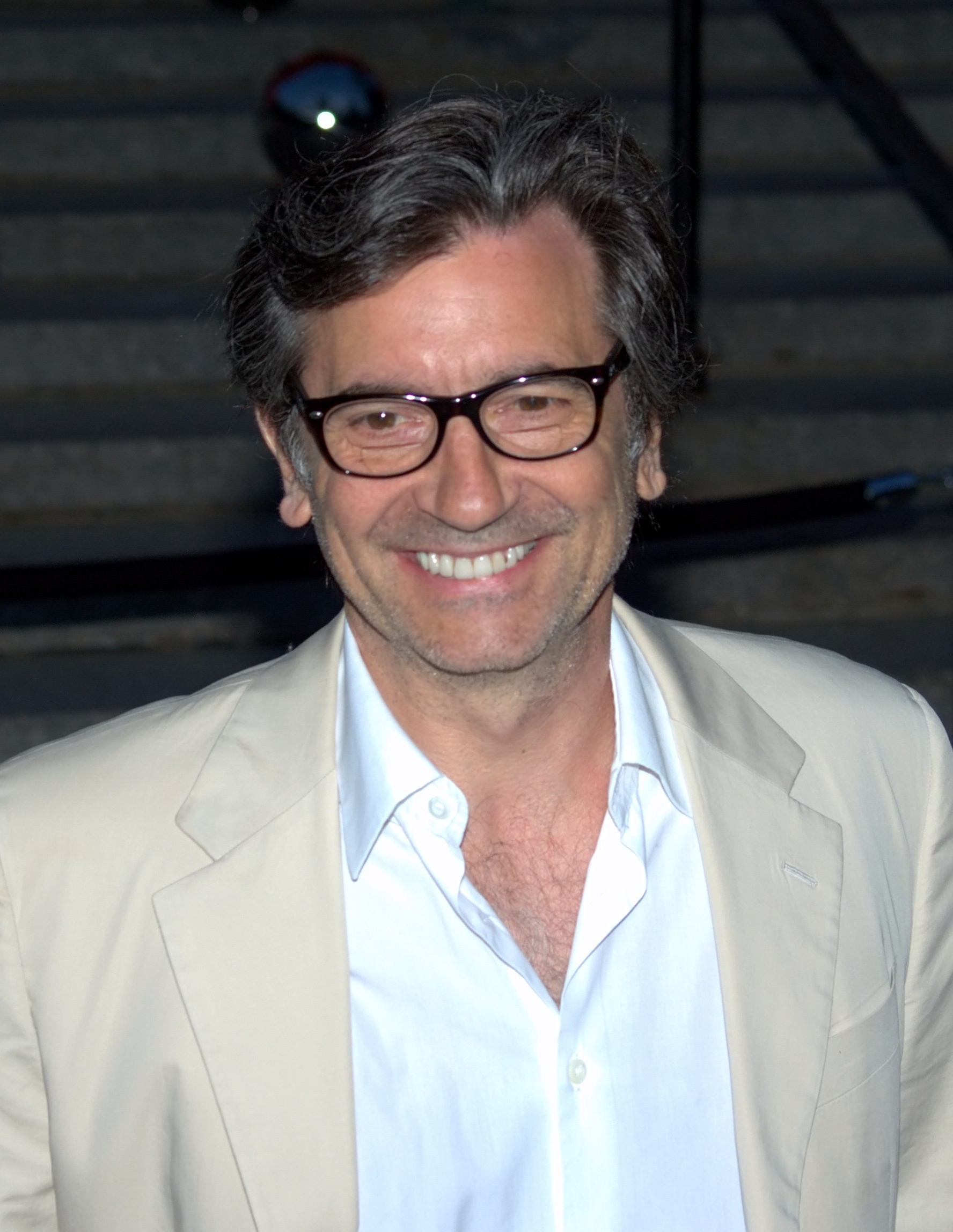
Griffin Dunne
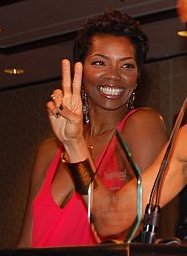
Vanessa A. Williams
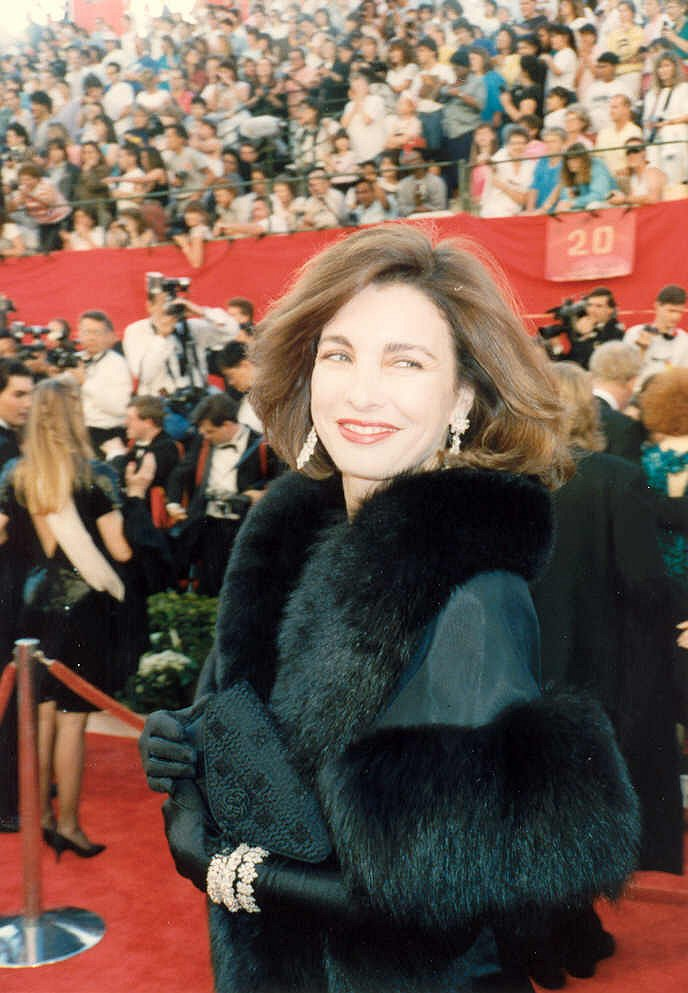
Anne Archer
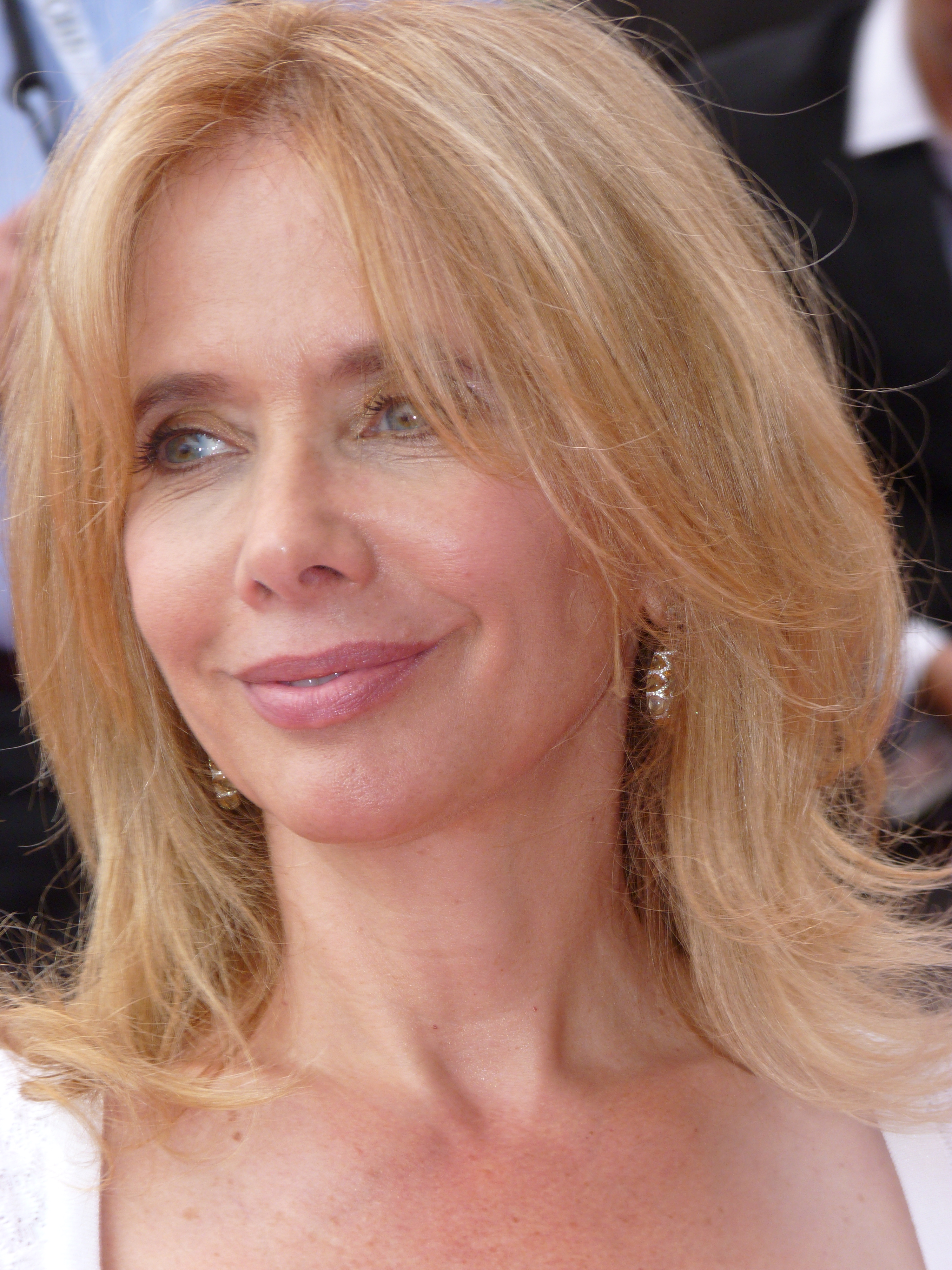
Rosanna Arquette
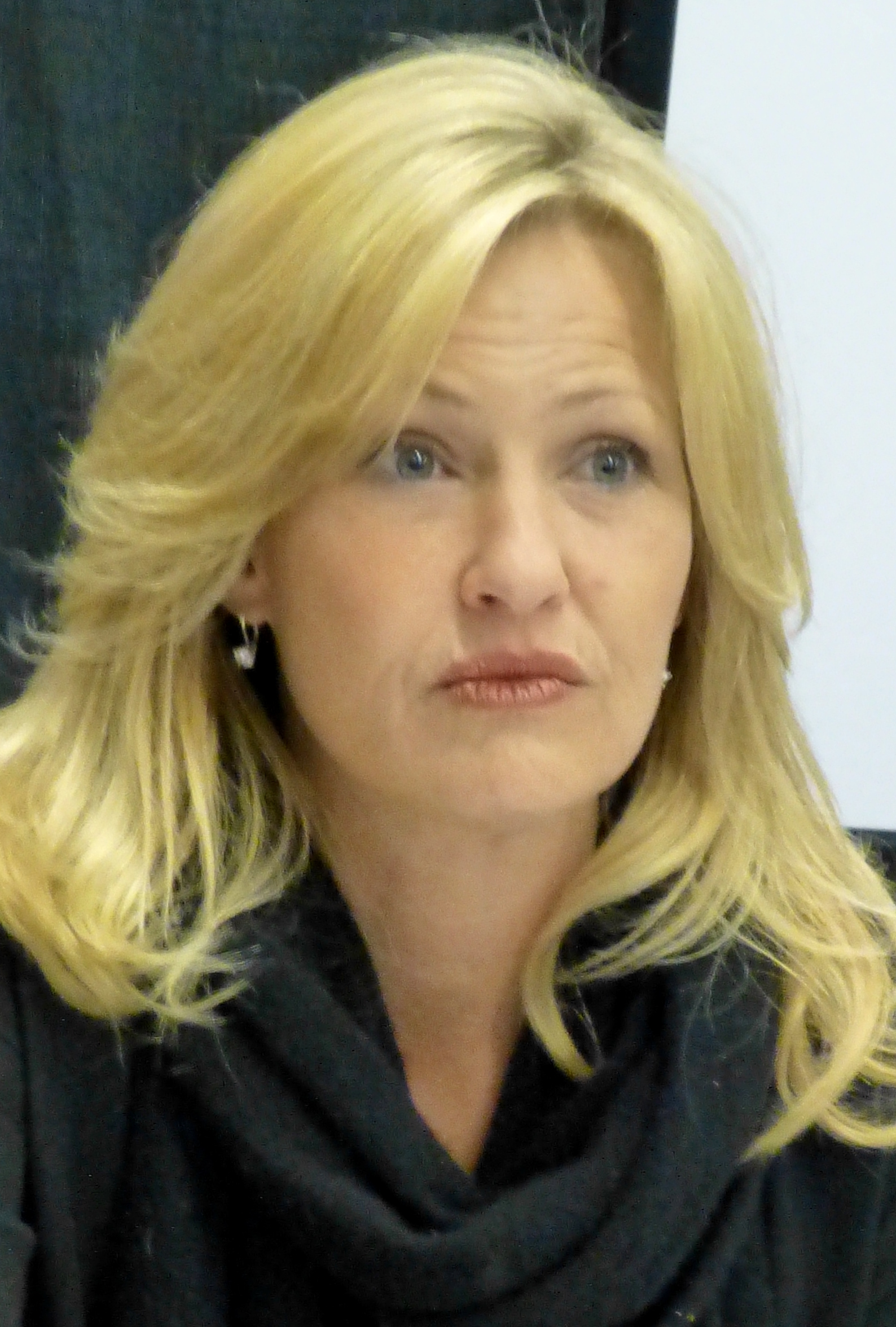
Joey Lauren Adams
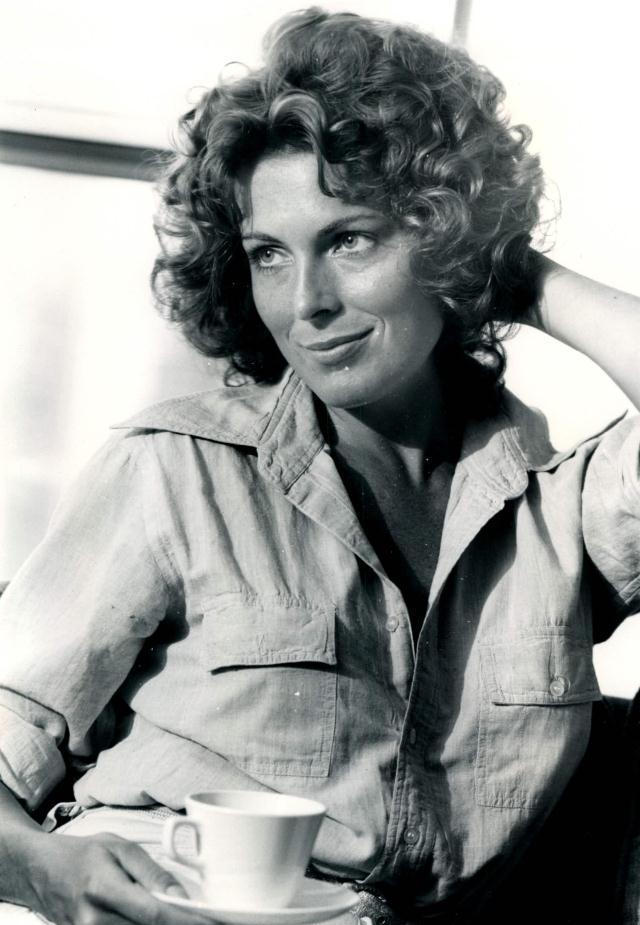
Joanna Cassidy

### Invitées spéciales
- Laurel Holloman (VF : Virginie Ledieu) : Tina Kennard (saisons 1 et 2, 6 épisodes ; saison 3 : 4 épisodes)
- Megan Rapinoe : elle-même (saison 1, épisode 3)
- Roxane Gay : elle-même (saison 1, épisode 8)
- Margaret Cho : elle-même[5] (saison 3)
- Kehlani : elle-même (saison 3)[6]

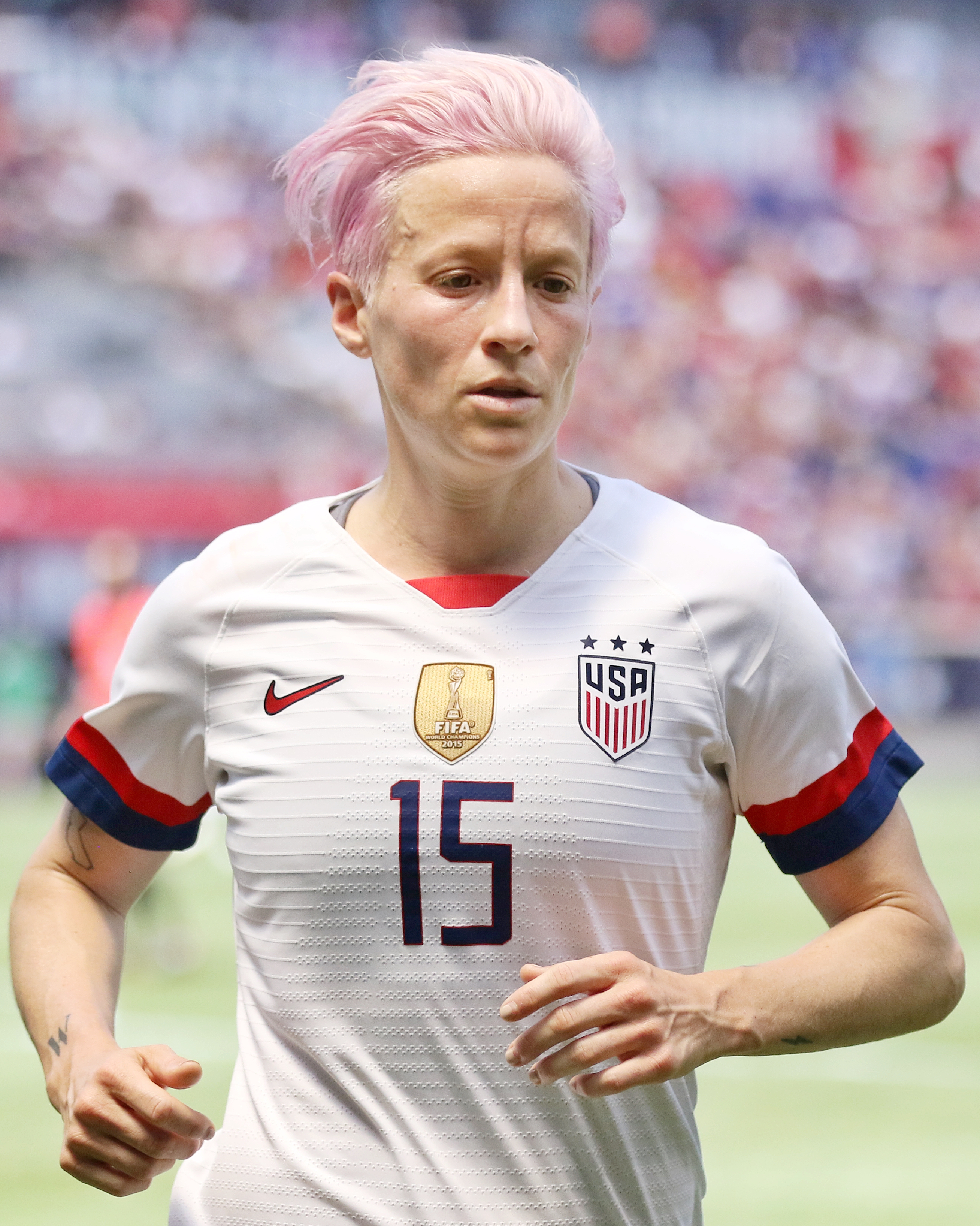
Megan Rapinoe
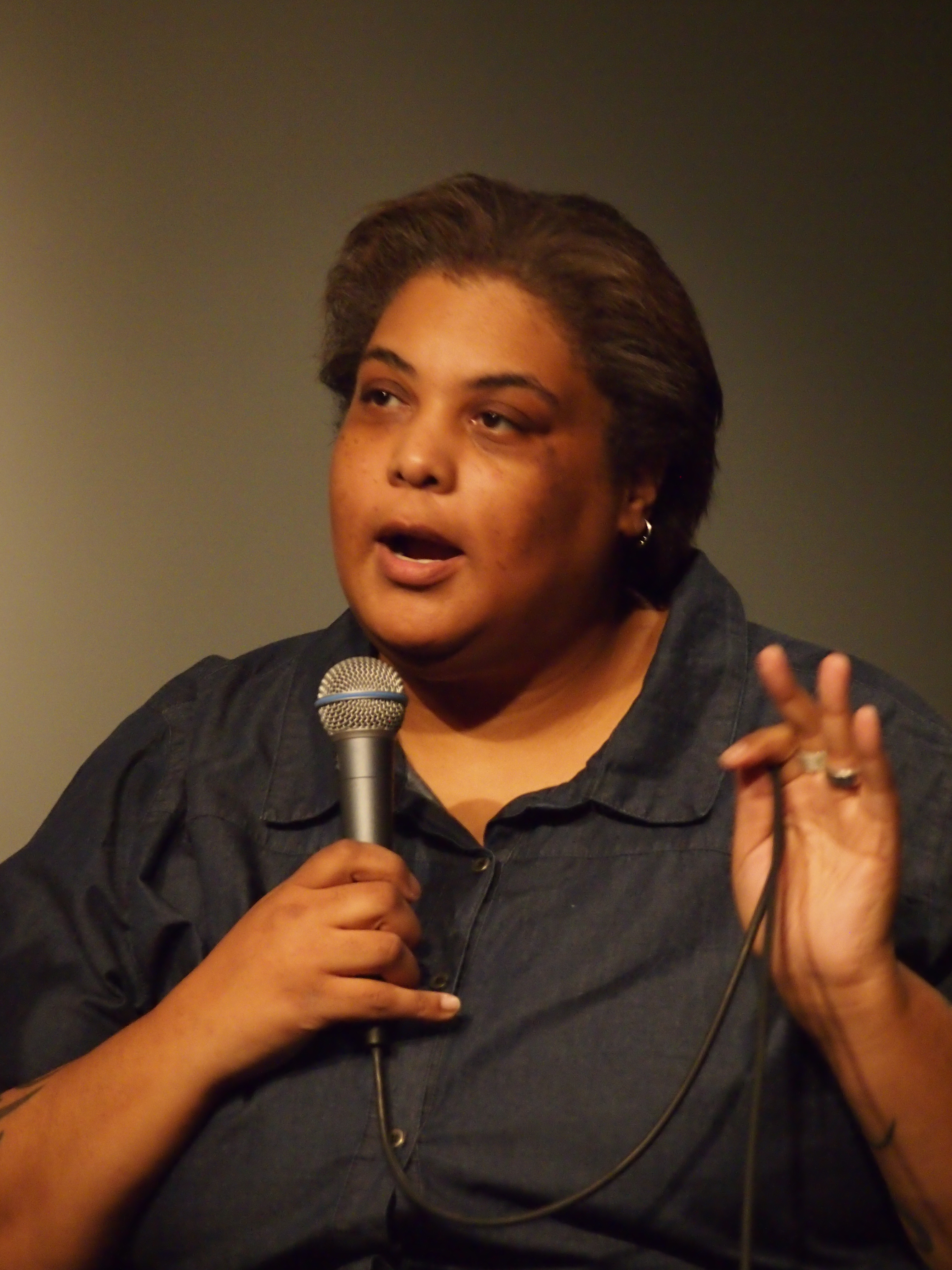
Roxane Gay
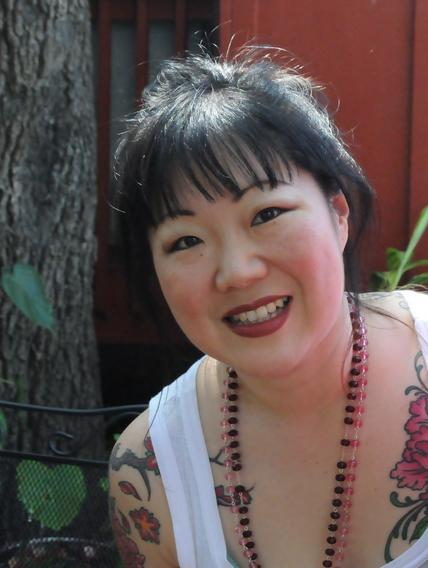
Margaret Cho
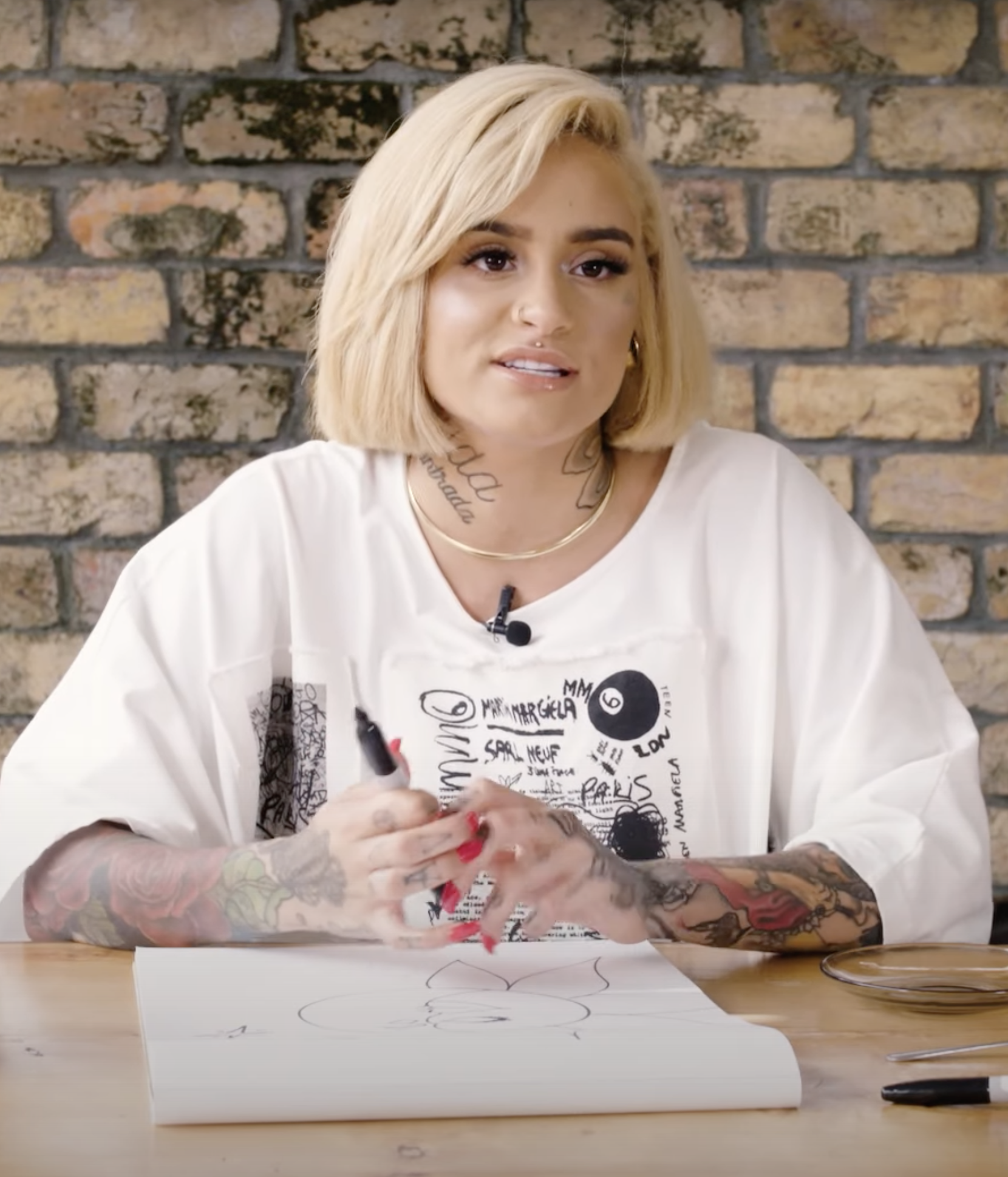
Kehlani

 Source et légende : version française (VF) sur RS Doublage

## Production
Le 23 mars 2023, la série est annulée. Un reboot de la série originale intitulé The L Word: New York est en développement.

## Épisodes

### Première saison (2019-2020)
1. Longue absence (Let's Do it Again)
2. Lentement mais sûrement (Less Is More)
3. Liaisons dangereuses (Lost Love)
4. Look d'enfer (LA Times)
5. Libérées (Labels)
6. Lendemain de fête (Loose Ends)
7. Lâchée (Lose it All)
8. Liberté de choix (Lapse in Judgement)

### Deuxième saison (2021)
Le 13 janvier 2020, la série a été renouvelée pour une deuxième saison de dix épisodes. Elle est diffusée du 8 août au 11 octobre 2021.
1. L'Art et la manière (Late to the Party)
2. Liens brisés (Lean On Me)
3. Lois de l'attraction (Luck Be a Lady)
4. Limpide (Lake House)
5. Libérons les homards ! (Lobsters, Too)
6. Love Shack (Love Shack)
7. Lumière (Light)
8. Lancement (Launch Party)
9. Lueur d'espoir (Last Dance)
10. Las Vegas (Last Call)

### Troisième saison (2022-2023)
Le 4 février 2022, Showtime annonce le renouvellement de la série pour une troisième saison de dix épisodes qui est diffusée du 20 novembre 2022, au 22 janvier 2023.
1. Last Year
2. Los Angeles Traffic
3. Quiz Show
4. Last to Know
5. Locked Out
6. Questions for the Universe
7. Little Boxes
8. Quality Family Time
9. Quiet Before the Storm
10. Looking Ahead

## Distinctions

### Récompenses
- 2022 : Meilleur second rôle ou acteur invité jouant un personnage LGBTQ+ dans une série dramatique pour Sepideh Moafi aux Autostraddle TV Awards

### Nominations
- 2020 : Meilleure série dramatique aux GLAAD Media Awards et Meilleure série télévisée et Meilleure performance télévisuelle pour Leo Sheng aux Queerties[12]
- 2021 : Meilleure actrice d'une série dramatique pour Jennifer Beals aux Women's Image Network Awards
- 2022 : Meilleure série dramatique aux GLAAD Media Awards
- 2023 : Meilleure réalisation dans le domaine de l'édition musicale pour une série télévisée aux Golden Reel Awards pour l'épisode Questions for the Universe (Saison 3, épisode 6)